# Prix La-Renaissance-française
Le prix La-Renaissance-française est un prix littéraire français annuel de l’Académie des sciences d’outre-mer, créé en 2011 et « destiné à récompenser un ouvrage ou des travaux mettant en valeur la langue, la littérature françaises ou la culture francophone, en France ou à l’étranger ».

## Liste des lauréats
- 2011 : Julie Barlow et Jean-Benoît Nadeau pour Le français, quelle histoire ! : la première biographie de la langue française.
- 2012 : François Provenzano (1981-....) pour Vies et mort de la francophonie : une politique française de la langue et de la littérature.
- 2013 : Ibrahim Tabet (1944-....) pour La France au Liban et au Proche-Orient : du XIe au XXIe siècle : essai historique.
- 2014 : Juvénal Ngorwanubusa (1953-....) pour La littérature de langue française au Burundi.
- 2015 : Anne Douaire-Banny (1975-....) pour Remembrances : la nation en question ou L’autre continent de la francophonie.
- 2016 : 
  - Pierre Martial Abossolo (1971-....) pour Fantastique et littérature africaine contemporaine : entre rupture et soumission aux schémas occidentaux.
  - Annette Boudreau pour À l’ombre de la langue légitime : l’Acadie dans la francophonie.
- 2017 : Axel Maugey (1945-....) pour Le succès de la francophonie au XXIe siècle.
- 2018 : Ahmed Tessa pour L’impossible éradication : l’enseignement du français en Algérie.
- 2019 : Giang-Huong Nguyen (1984-....) pour La littérature vietnamienne francophone (1913-1986).
- 2020 : Sami Tchak pour Les fables du moineau.
- 2021 : Christian Brumter pour Les Français en Inde : 1914-1962, Histoire d’une décolonisation maîtrisée.
- 2022 : 
  - Franck Renevier pour Le conte de la caravane perdue.
  - Felwine Sarr pour Les lieux qu’habitent mes rêves.
- 2023 : Stéphanie Boutevin pour  Écriture et pouvoir au XIXe siècle : les enjeux de l’alphabétisation dans la Vallée du Saint-Laurent.
- 2024 : Scholastique Mukasonga pour Julienne